# Koliha aljašská
Koliha aljašská (Numenius tahitiensis) je pták z čeledi slukovití.

## Popis
Koliha aljašská je dlouhá přibližně 40-44 cm. Rozpětí křídel je asi 84 cm. Samice bývají větší. Má výrazný zobák dlouhý cca 7 cm. Hnízdí na Aljašce v okolí řeky Yukon a na Sewardově poloostrově. Zimuje v oblastech jižního Pacifiku, přičemž dokáže přeletět bez přestávky až 6 000 km. Živí se hmyzem, bobulemi, drobnými mořskými živočichy i vejci jiných ptáků, které rozbíjí kameny.
Jeho populace je odhadována na 7 000 kusů.